# Station Mamer-Lycée
Station Mamer-Lycée (Luxemburgs: Mamer-Lycée) is een station in de plaats en gemeente Mamer (zuidwesten van Groothertogdom Luxemburg). Het wordt vooral gebruikt door leerlingen van het Lycée Josy Barthel.
Het station ligt aan lijn 5, Luxemburg - Kleinbettingen. Het wordt beheerd door de Luxemburgse vervoerder CFL.

## Treindienst
| Serie              | Treinsoort           | Route                                                  | Bijzonderheden                                           |
| ------------------ | -------------------- | ------------------------------------------------------ | -------------------------------------------------------- |
| P 7655RE 7650      | Piekuurtrein (NMBS)  | Aarlen – Mamer-Lycée – Luxemburg                       | Rijdt alleen op werkdagen.                               |
| P 7675/8675RE 8650 | Piekuurtrein (NMBS)  | [ Luxemburg – Mamer-Lycée – ] / [ Libramont – ] Aarlen | Rijdt alleen op werkdagen. Een trein Libramont - Aarlen. |
| RB 5700            | Regionalbahn (CFL)   | Luxemburg – Mamer-Lycée – Kleinbettingen               | Rijdt alleen op werkdagen.                               |
| L 5800RB 5800      | L-trein (NMBS / CFL) | Aarlen – Mamer-Lycée – Luxemburg                       | Rijdt niet in het weekend.                               |
| L 5900RB 5900      | L-trein (NMBS / CFL) | Aarlen – Mamer-Lycée – Luxemburg                       | Rijdt niet in het weekend.                               |

CFL Lijn 5:
Luxemburg · Bertrange-Strassen · Mamer-Lycée · Mamer · Capellen · Kleinbettingen
Zie ook: CFL Lijn 1 · CFL Lijn 2 · CFL Lijn 3 · CFL Lijn 4 · CFL Lijn 6 · CFL Lijn 6a · CFL Lijn 6b · CFL Lijn 6c · CFL Lijn 7